# Il messaggero (romanzo)
Il messaggero (Messenger) è un romanzo di fantascienza distopica per ragazzi di Lois Lowry del 2004, terzo capitolo di una serie formata da The Giver (1993), Gathering Blue - La rivincita (2000) e conclusa da un quarto romanzo, Il figlio (2012).
La prima edizione italiana è del 2012, per la Giunti Editore, nel contenitore editoriale Y.

## La trama
La storia di Matty si colloca 6 anni dopo i fatti raccontati in Gathering Blue e 8 anni circa dopo quelli raccontati in The Giver. Il ragazzino è cresciuto nella casa del Veggente, il padre di Kyra, la protagonista della precedente avventura, nel Villaggio che è guidato da un saggio giovane, dotato della capacità di "vedere oltre" nelle cose. Il Capo del Villaggio altri non è che Jonas, l'accoglitore conosciuto nel primo volume della saga, e sopravvissuto dopo la sua fuga invernale dalla prigionia della sua comunità di origine.
Nel Villaggio tutti vivono un'esistenza serena e pacifica: gli abitanti provengono da realtà ben più tristi e disumane, ma hanno trovato nella comunità del Capo accoglienza generosa e disinteressata, e riescono a ricostruirsi un rifugio. Intorno a loro una foresta folta e pericolosa, dalla quale non sempre si riesce a fare ritorno.
Progressivamente le cose iniziano a cambiare nella pacifica popolazione del Villaggio: inizia a serpeggiare un pericoloso egoismo, la volontà di chiudere per sempre le frontiere del paese dalle persone provenienti da fuori. Il Capo è contrario a questa nuova filosofia di vita, ma non può opporsi alle democratiche decisioni della sua gente. Decide allora di avvalersi del coraggioso Matty per inviare messaggi a chi vive all'esterno della comunità. Il viaggio di Matty risulta essere molto più pericoloso di quanto il ragazzo sarebbe disposto a credere. Ma il desiderio di ritrovare la sua amica Kyra e la compagnia di un nuovo cucciolo di cane gli sono da stimolo per intraprendere la spedizione, sebbene il successo della missione possa comportare persino il suo sacrificio estremo.

## Edizioni
- Lois Lowry, Il Messaggero - Messenger, Firenze, Giunti Editore, 2012.